# Championnat d'Italie de rugby à XV 2011-2012
Navigation
Eccellenza 2010-2011 Eccellenza 2012-2013
Le Championnat d'Italie de rugby à XV 2011-2012 ou Campionato Nazionale Eccellenza 2011-2012 oppose les dix meilleures équipes italiennes de rugby à XV. Le championnat débute le 8 octobre 2011 et se termine par une finale disputée le 19 mai 2012. Il se déroule en deux temps : une première phase dite régulière en match aller-retour où toutes les équipes se rencontrent deux fois et une phase finale en deux tours. Le premier de la phase régulière rencontre le quatrième et le deuxième rencontre le troisième en match aller-retour lors des demi-finales, puis la finale entre les deux vainqueurs de ces demi-finales.
Le club du Rugby Calvisano est sacré champion grâce sa double victoire contre le I Cavalieri Prato en finale. Le club de la province de Brescia remporte son match à domicile sur le score de 16 à 14 une semaine après sa victoire 27 à 22 sur le terrain du club toscan.

## Liste des équipes en compétition
Calvisano, vainqueur de la Série A1, est promu et remplace Venise Mestre relégué en deuxième division. Par ailleurs, Gran Parma a cédé sa place au Reggio Emilia et Futura Park Rugby Roma, qui a fait faillite, est remplacé par San Gregorio Catania second de la Série A1.
| L'Aquila Calvisano Parme Prato Rome Mogliano Veneto Padoue San Gregorio di Catania Reggio Emilia Rovigo |

| Équipe               | Stade                        | Capacité | Ville                   |
| -------------------- | ---------------------------- | -------- | ----------------------- |
| L'Aquila Rugby       | Stade Tommaso-Fattori        | 9 200    | L'Aquila                |
| Rugby Calvisano      | Centro Sportivo San Michele  | 3 500    | Calvisano               |
| Crociati RFC         | Stadio XXV Aprile            | 2 500    | Parme                   |
| I Cavalieri Prato    | Stade Enrico-Chersoni        | 2 500    | Prato                   |
| SS Lazio             | Centre sportif Giulio-Onesti | 628      | Rome                    |
| Mogliano Rugby SSD   | Stade Maurizio-Quaggia       | 786      | Mogliano Veneto         |
| Petrarca Padoue      | Stadio Plebiscito            | 9 600    | Padoue                  |
| San Gregorio Catania | Stade Monti-Rossi            | 2 000    | San Gregorio di Catania |
| Reggio Emilia        | Centre sportif Canalina      |          | Reggio d'Émilie         |
| Rugby Rovigo         | Stade Mario-Battaglini       | 10 000   | Rovigo                  |

## Résumé des résultats

### Classement de la phase régulière
| Rang | Club                | J  | V  | N | D  | Bo | Bd | Pm  | Pe  | Diff | Pts |
| ---- | ------------------- | -- | -- | - | -- | -- | -- | --- | --- | ---- | --- |
| 1    | Rugby Calvisano (P) | 18 | 14 | 1 | 3  | 5  | 2  | 435 | 259 | +176 | 65  |
| 2    | Cavalieri Prato     | 18 | 14 | 1 | 3  | 9  | 1  | 554 | 311 | +243 | 64¹ |
| 3    | Mogliano SSD        | 18 | 12 | 2 | 4  | 4  | 2  | 481 | 289 | +192 | 58  |
| 4    | Rugby Rovigo        | 18 | 11 | 2 | 5  | 5  | 4  | 443 | 268 | +175 | 57  |
| 5    | Petrarca Padoue (T) | 18 | 11 | 2 | 5  | 4  | 4  | 406 | 267 | +139 | 56  |
| 6    | SS Lazio            | 18 | 6  | 2 | 10 | 2  | 4  | 342 | 417 | -75  | 34  |
| 7    | Reggio              | 18 | 5  | 0 | 13 | 1  | 3  | 271 | 486 | -215 | 24  |
| 8    | L'Aquila Rugby      | 18 | 5  | 0 | 13 | 0  | 4  | 278 | 509 | -231 | 24  |
| 9    | Crociati RFC        | 18 | 4  | 0 | 14 | 2  | 7  | 286 | 394 | -108 | 21¹ |
| 10   | San Gregorio        | 18 | 3  | 0 | 15 | 0  | 4  | 236 | 532 | -296 | 16  |

¹Prato a été sanctionné de 4 points de pénalité pour ne pas avoir engagé d'équipe en championnat des moins de 16 ans. Crociati a hérité de la même sanction à la suite d'incidents face à Reggio.
|  | Qualifiés pour les demi-finales et le Challenge européen 2012-2013 (no 1, no 2, no 3, no 4). |
|  | Relégué en deuxième division à l'issue de la saison 2011-2012 (no 10).                       |
|  | T : tenant du titre 2011 • P : promu 2011                                                    |

Attribution des points : victoire sur tapis vert : 5, victoire : 4, match nul : 2, défaite : 0, forfait : -2 ; plus les bonus (offensif : 4 essais marqués ; défensif : défaite par 7 points d'écart ou moins).
Règles de classement : ?

### Phase finale
Les quatre premiers de la phase régulière sont qualifiés pour les demi-finales qui se font en matchs aller-retour. L'équipe classée première affronte celle classée quatrième alors que la seconde affronte la troisième. Les deux premières équipes ont l'avantage de recevoir lors du match retour. 
|  | Demi-finales           | Demi-finales           |                     |          | Finale                | Finale                |
|  | Demi-finales           | Demi-finales           |                     |          | Finale                | Finale                |
|  |                        |                        |                     |          |                       |                       |
|  | 28 avril et 5 mai 2012 | 28 avril et 5 mai 2012 |                     |          | 12 mai et 19 mai 2012 | 12 mai et 19 mai 2012 |
|  | 28 avril et 5 mai 2012 | 28 avril et 5 mai 2012 |                     |          | 12 mai et 19 mai 2012 | 12 mai et 19 mai 2012 |
|  | [1] Rugby Calvisano    | 8 \| 16                |                     |          | 12 mai et 19 mai 2012 | 12 mai et 19 mai 2012 |
|  | [1] Rugby Calvisano    | 8 \| 16                |                     |          | 12 mai et 19 mai 2012 | 12 mai et 19 mai 2012 |
|  | [4] Rugby Rovigo       | 14 \| 9                |                     |          | 12 mai et 19 mai 2012 | 12 mai et 19 mai 2012 |
|  | [4] Rugby Rovigo       | 14 \| 9                | [1] Rugby Calvisano | 27 \| 16 |                       |                       |
|  | 29 avril et 6 mai 2012 |                        | [1] Rugby Calvisano | 27 \| 16 |                       |                       |
|  |                        | [2] I Cavalieri Prato  | 22 \| 14            |          |                       |                       |
|  | [2] I Cavalieri Prato  | [2] I Cavalieri Prato  | 22 \| 14            | 29 \| 18 |                       |                       |
|  | [2] I Cavalieri Prato  |                        |                     | 29 \| 18 |                       |                       |
|  | [3] Mogliano Rugby SSD | 24 \| 16               |                     |          |                       |                       |
|  | [3] Mogliano Rugby SSD | 24 \| 16               |                     |          |                       |                       |

## Résultats détaillés

### Phase régulière

#### Tableau synthétique des résultats
L'équipe qui reçoit est indiquée dans la colonne de gauche.
| Clubs              | AQU   | CAL   | CRO   | ICA   | LAZ   | MOG   | PAD   | SGR   | REG   | ROV   |
| ------------------ | ----- | ----- | ----- | ----- | ----- | ----- | ----- | ----- | ----- | ----- |
| L'Aquila Rugby     |       | 17-43 | 17-15 | 11-53 | 12-17 | 22-15 | 15-26 | 19-16 | 23-9  | 8-27  |
| Rugby Calvisano    | 30-12 |       | 19-10 | 18-17 | 30-11 | 26-18 | 16-9  | 36-3  | 50-13 | 14-20 |
| Crociati RFC       | 35-9  | 14-18 |       | 26-42 | 33-25 | 12-16 | 19-20 | 26-21 | 0-20  | 16-22 |
| I Cavalieri Prato  | 35-17 | 20-20 | 14-18 |       | 46-20 | 22-19 | 19-28 | 43-14 | 42-10 | 27-23 |
| SS Lazio           | 16-17 | 7-10  | 26-18 | 10-29 |       | 27-27 | 28-28 | 37-16 | 20-16 | 21-27 |
| Mogliano Rugby SSD | 52-10 | 8-30  | 23-16 | 12-7  | 22-14 |       | 32-23 | 75-5  | 62-15 | 26-19 |
| Petrarca Padoue    | 51-15 | 21-16 | 25-0  | 13-16 | 13-9  | 9-12  |       | 38-5  | 34-13 | 16-16 |
| San Gregorio       | 18-15 | 8-19  | 7-13  | 24-55 | 17-25 | 7-20  | 19-13 |       | 13-22 | 23-17 |
| Rugby Reggio       | 19-14 | 7-37  | 27-20 | 20-41 | 18-19 | 16-33 | 12-18 | 20-15 |       | 11-22 |
| Rugby Rovigo       | 32-25 | 44-3  | 40-7  | 20-23 | 38-10 | 9-9   | 5-21  | 39-5  | 23-3  |       |

|  | Victoire à domicile |  | Match nul |  | Défaite à domicile |

#### Détail des résultats
Les points marqués par chaque équipe sont inscrits dans les colonnes centrales (3-4) alors que les essais marqués sont donnés dans les colonnes latérales (1-6). Les points de bonus sont symbolisés par une bordure bleue pour les bonus offensifs (trois essais de plus que l'adversaire), orange pour les bonus défensifs (défaite avec au plus sept points d'écart), rouge si les deux bonus sont cumulés. 

#### Phase finale

##### Demi-finales
| 28 avril 2012 17 h 30 CET | Rugby Rovigo                                                            | 14 – 8 (8 – 3) | Rugby Calvisano                                   | Stade Mario-Battaglini, Rovigo 3 200 spectateurs Arbitre : Falzone |
| 28 avril 2012 17 h 30 CET | Essai(s) : Bacchetti (72e) Pénalité(s) : Basson (2e), Duca 2 (48e, 82e) |                | Essai(s) : Hehea (16e) Pénalité(s) : Griffen (9e) | Stade Mario-Battaglini, Rovigo 3 200 spectateurs Arbitre : Falzone |
| 28 avril 2012 17 h 30 CET |                                                                         |                |                                                   | Stade Mario-Battaglini, Rovigo 3 200 spectateurs Arbitre : Falzone |

| 29 avril 2012 17 h 30 CET | Mogliano Rugby SSD                                                                                          | 24 – 29 (11 – 12) | I Cavalieri Prato | Stade Maurizio-Quaggia, Mogliano Veneto 1 500 spectateurs Arbitre : Pennè |
| 29 avril 2012 17 h 30 CET | Essai(s) : Lucchese (10e, 64e) Transformation(s) : Fadalti (64e) Pénalité(s) : Fadalti (23e, 38e, 67e, 70e) |                   | Essai(s) : De Gregori (44e), Nifo (48e), Ngawini (76e) Transformation(s) : Bocchino (76e) Pénalité(s) : Wakarua 4 (4e, 31e, 35e, 40e) | Stade Maurizio-Quaggia, Mogliano Veneto 1 500 spectateurs Arbitre : Pennè |
| 29 avril 2012 17 h 30 CET | |                   | | Stade Maurizio-Quaggia, Mogliano Veneto 1 500 spectateurs Arbitre : Pennè |

| 5 mai 2012 17 h 30 CET | Rugby Calvisano                                                                                   | 16 – 9 (13 – 3) | Rugby Rovigo                           | Stade communal San Michele, Calvisano 2 000 spectateurs Arbitre : Passacantando |
| 5 mai 2012 17 h 30 CET | Essai(s) : Vunisa (33e) Transformation(s) : Griffen (33e) Pénalité(s) : Griffen 3 (17e, 39e, 87e) |                 | Pénalité(s) : Basson 3 (43e, 52e, 80e) | Stade communal San Michele, Calvisano 2 000 spectateurs Arbitre : Passacantando |
| 5 mai 2012 17 h 30 CET |                                                                                                   |                 |                                        | Stade communal San Michele, Calvisano 2 000 spectateurs Arbitre : Passacantando |

| 6 mai 2012 17 h 30 CET | I Cavalieri Prato                                                                     | 18 – 16 (9 – 3) | Mogliano Rugby SSD                                                                                 | Stade Enrico-Chersoni, Prato 1 800 spectateurs Arbitre : Mancini |
| 6 mai 2012 17 h 30 CET | Pénalité(s) : Wakarua 3 (2e, 21e, 35e), Bocchino (88e) Drop(s) : Wakarua 2 (52e, 74e) |                 | Essai(s) : Fadalti (92e) Transformation(s) : Fadalti (92e) Pénalité(s) : Fadalti 3 (17e, 69e, 74e) | Stade Enrico-Chersoni, Prato 1 800 spectateurs Arbitre : Mancini |
| 6 mai 2012 17 h 30 CET |                                                                                       |                 | | Stade Enrico-Chersoni, Prato 1 800 spectateurs Arbitre : Mancini |

##### Finale
| 12 mai 2012 16 h 30 CET | I Cavalieri Prato                                                                    | 22 – 27 (17 – 3) | Rugby Calvisano | Stade Enrico-Chersoni, Prato 2 430 spectateurs Arbitre : Damasco |
| 12 mai 2012 16 h 30 CET | Essai(s) : Ngawini (24e), Kolo'Ofai (51e) Pénalité(s) : Wakarua (11e, 20e, 31e, 37e) |                  | Essai(s) : Bergamo (45e), 2 essais de pénalité (65e, 78e) Transformation(s) : Griffen 3 (45e, 65e, 78e) Pénalité(s) : Griffen 2 (6e, 44e) | Stade Enrico-Chersoni, Prato 2 430 spectateurs Arbitre : Damasco |
| 12 mai 2012 16 h 30 CET |                                                                                      |                  | | Stade Enrico-Chersoni, Prato 2 430 spectateurs Arbitre : Damasco |

| 19 mai 2012 16 h 30 CET | Rugby Calvisano | 16 – 14 (10 – 3) | I Cavalieri Prato                                                  | Stade communal San Michele, Calvisano 3 500 spectateurs Arbitre : Mitrea |
| 19 mai 2012 16 h 30 CET | Essai(s) : Hehea (21e) Transformation(s) : Griffen 2 (21e, 46e) Pénalité(s) : Griffen (41e) Drop(s) : Griffen (42e) |                  | Essai(s) : Leonardi (80e) Pénalité(s) : Bocchino 3 (18e, 57e, 64e) | Stade communal San Michele, Calvisano 3 500 spectateurs Arbitre : Mitrea |
| 19 mai 2012 16 h 30 CET | |                  |                                                                    | Stade communal San Michele, Calvisano 3 500 spectateurs Arbitre : Mitrea |

## Vainqueur
| Entraîneur | Entraîneur             | Andrea Cavinato                                                  |
| Avants     | Pilier                 | M. Aluigi, Salvatore Costanzo, A. Lovotti, G. Morelli, E. Violi  |
| Avants     | Talonneur              | A. Gavazzi, M. Gavazzi, G. Maistri, G. Zoli                      |
| Avants     | Deuxième ligne         | L. Beccaris, Paino Hehea, S. Nicol                               |
| Avants     | Troisième ligne aile   | E. Bellandi, A-A. Birchall, Jaco Erasmus, L. Pascu, S. Scanferla |
| Avants     | Troisième ligne centre |                                                                  |
| Arrières   | Demi de mêlée          | Pablo Canavosio, F. Franzoni, Paul Griffen, G. Palazzani         |
| Arrières   | Demi d'ouverture       | L. Goffi, Andrea Marcato                                         |
| Arrières   | Centre                 | T. Castello, G. Frapporti, B. Smith, Samuela Vunisa              |
| Arrières   | Ailier                 | M. Appiani, Alberto Bergamo, F. Sossi, M. Visentin               |
| Arrières   | Arrière                | Shaun Berne, N. Pavin                                            |